# Улуг-Мухамед
Улуг-Мухамед (1405 - 1445, Казањ) је био кан Златне хорде (1419 - 1433) (са прекидима) и оснивач и први кан Казањског каната (1438 - 1445).
Године 1419. Улуг-Мухамед је убио de facto кана Златне хорде Едигија, који је био главни ослонац легитимног кана Хаџи-Мухамеда, збацио легитимног кана и докопао се власти у Хорди. У том тренутку он је завладао долином реке Дон и Волге .
Владао је заједно са Девлет Берди-каном, али та владавина је била неуспешна. Грађански рат и анархија су се наставили. Стално су се јављали узурпатори:
- Барак-кан бин Коиричак (1421—1428)
- Кичи-Мухамед-кан (1428).

Што се тиче ситуације у суседству у Русији је од 1425. године беснео грађански рат , који извесно време зауставља напредовање Москве . Рат упропашћује све тековине московске политике. Стриц тадашњег десетогодишњег владара Василија II, Јуриј II, галички кнез у области Костроме, полаже право на московски престо и хоће да збаци свог нећака. Уз припомоћ рјазањскога кнеза и кнежева Можајска, а противно изричитој жељи Улуг-Мухамеда, он изгони Василија II из Москве и приморава га да се повуче у Коломну .
Године 1433. Кичи-Мухамед-кан га је коначно збацио с власти, али појавио се нови узурпатор Саид-Ахмед. Тада Улуг-Мухамед оснива нови татарски канат на средњој Волги са престоницом у Казању и користи прилику да напада Московски кнежевину  и на крају изврши једну велику најезду .
Године 1445. Улуг-Мухамед је умро, а на престолу Казањског каната га је наследио син Махмуд.